# Parlamentswahlen in Kenia 1969
Die Parlamentswahlen in Kenia 1969 waren eingeschränkte Wahlen, bei denen die Regierungspartei die Kandidaten vorab ausgewählt hatte. Sie wurden am 6. Dezember 1969 in Kenia abgehalten. Die Wahlen markierten den endgültigen Übergang Kenias zum Ein-Parteien-Staat. Die 158 Mitglieder der Kenianischen Nationalversammlung, die durch die freien und fairen Parlamentswahlen in Kenia 1963 gewählt worden waren, hatten ihre fünfjährige Amtsperiode zum Zeitpunkt der Wahlen bereits um ein Jahr überschritten.

## Ablauf der Wahlen
Im Vorfeld der Wahlen hatte der amtierende Präsident Jomo Kenyatta am 30. Oktober 1969 die linksgerichtete Kenya African People’s Union (KAPU) mit der Begründung verboten, sie sei „subversiv“. Am 7. November löste er die Nationalversammlung auf und kündigte kurz darauf Neuwahlen für den 6. Dezember an. 600 Kandidaten, die alle Mitglieder von Kenyattas eigener Partei Kenya African National Union (KANU) waren, wurden am 26. November zur Wahl zugelassen, nachdem sie einen Loyalitätseid geschworen hatten, der unter anderem die Selbstverpflichtung enthielt, 50 Pfund (gemeint ist der Kenia-Schilling) an die Parteikasse zu zahlen, die im Fall der erfolgreichen Kandidatur zurückgezahlt werden sollten.
Bei einer Wahlbeteiligung von 44,6 % wurden aus dieser Auswahl 157 Männer und eine Frau gewählt. In den einzelnen Wahlkreisen traten zwischen 2 und 10 Kandidaten gegeneinander an. 77 Mitglieder der alten Volksversammlung, die zur Wahl angetreten waren, wurden nicht wiedergewählt, 50 Mitglieder der alten Versammlung erhielten erneut die Zustimmung der Wähler. 108 Kandidaten errangen erstmals ein Mandat in der Nationalversammlung.